# Sascha Lewandowski
Sascha Lewandowski (Dortmund, 1971. október 5. – Bochum, 2016. június 8.) német labdarúgóedző.

## Pályafutása
2006-ban a VfL Bochum második csapatának a vezetőedzője volt. 2007 és 2014 között a Bayer Leverkusen különböző csapatainál tevékenykedett. 2007 és 2012 között az U19-es csapat szakmai munkáját irányította. 2012-13-ban Sami Hyypiäval, 2014-ben pedig egyedül volt az első csapat vezetőedzője. 2015-16-ban a másodosztályú Union Berlin vezetőedzője volt.